# 亞洲兔鮡
亞洲兔鮡，為輻鰭魚綱鯰形目骨鮡科的其中一種，為熱帶淡水魚類，分布於亞洲泰國淡水流域，棲息在底層水域，生活習性不明。